# Dysderocrates
Dysderocrates là một chi nhện trong họ Dysderidae.